# Internet en Allemagne

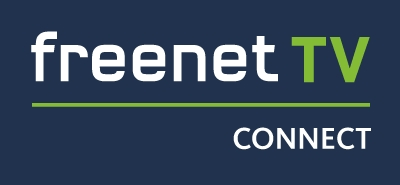
Logo Freenet Tv

Internet est utilisé par plus des quatre cinquièmes de la population allemande : le taux de pénétration d'Internet est de 84% en 2013 selon la Banque mondiale, et de 86,78% en 2014 selon Internetlivestats.
D'apres Alexa, Google.de, Facebook, Amazon.de, YouTube, Ebay.de, Google.com, Wikipédia, Web.de, T-online.de et Gmx.net sont les dix sites les plus visités en Allemagne.